# Mautes
Mautes é uma comuna francesa na região administrativa da Nova Aquitânia, no departamento de Creuse. Estende-se por uma área de 22,67 km². Em 2010 a comuna tinha 210 habitantes (densidade: 9,3 hab./km²).